# Achelia discoidea
Achelia discoidea là một loài nhện biển trong họ Ammotheidae. Loài này thuộc chi Achelia. Achelia discoidea được miêu tả khoa học năm 1936 bởi Exline.